# 코닉세그
코닉세그(스웨덴어: Koenigsegg)는 스웨덴의 스포츠카 메이커로 부가티, 파가니와 함께 세계 스포츠카 메이커 3대 업종이다. 본사는 스웨덴 스코네주 엥엘홀름에 위치해 있다.

## 역사

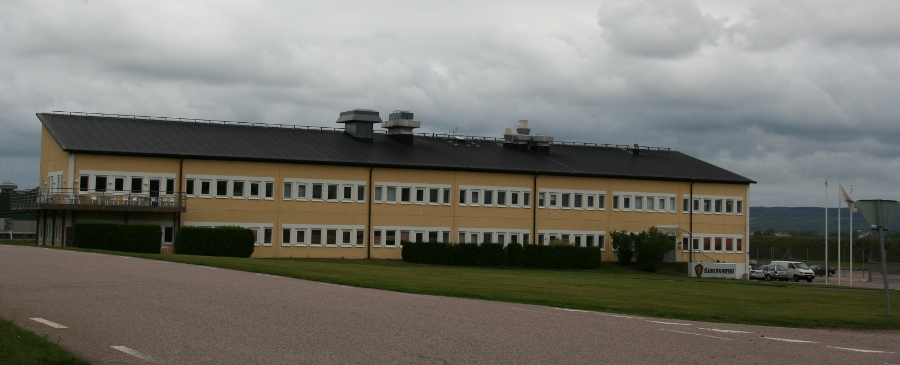
엥엘홀름에 위치한 코닉세그 공장

1994년에 크리스티앙 폰 코닉세그가 설립한 회사로, 1996년에 컨셉 차량인 CC 모델이 출시되었다.
2000년에 파리 모터쇼에서 CC8S 모델이 발표되었고 2002년에 최초로 출시했다. 2003년에 제네바 모터쇼에 전시되었다. 2004년에 CCR 모델이 출시되었고 2006년에 특별 제작된 엔진을 장착한 CCX 모델이 출시되었다. 2007년에 CCGT, CCXR 모델이 추가로 출시되었고 2008년에 CCX 에디션, CCXR 에디션 모델이 출시되었다.
2009년에 CCXR 스페셜 에디션, 트레비타 모델이 출시되었고 같은 해 3월에 포브스 선정 세계에서 가장 아름다운 차량으로 CCXR 모델이 선정되었다.
2010년 12월에 BBC 선정 최고의 하이퍼카로 아제라 모델이 선정되었다.

## 생산 차종

### 현재 생산차종
- cc850
- 제메라
- 제스코

### 과거 생산차종
- CC
- CCR
- CC8S
- CCX
  - CCGT
  - CCXR
  - 스페셜 에디션
  - CCX 에디션
  - CCXR 에디션
  - 트레비타
- 아제라
  - 아제라 R
  - 아제라 S
  - 원:1
  - 아제라 RS
  - 아제라 파이널 에디션
  - 레제라